# Leonardus Vairus
Leonardus Vairus (1540-1603) est évêque de Pouzzoles de 1587 à sa mort. Il composa le De fascino, ouvrage de référence en matière de magie noire, sorcellerie et de démonologie.

## Œuvres
- De fascino libri tres. In quibus omnes fascini species et causae optima methodo describuntur, et ex philosophorum ac theologorum sententiis scitè et eleganter explicantur: nec non contra praestigias, imposturas, illusionesque daemonum, cautiones et amuleta praescribuntur: ac denique nugae, quae de iisdem narrari solent, dilucidè confutantur.  Paris, Nicolas Chesneau, 1583.